# Aula (Nukulaelae)
Aula ist eine kleine Riffinsel im Riffsaum des Atolls Nukulaelae im Inselstaat Tuvalu.

## Geographie
Aula bildet zusammen mit Fenulaiago, Temotutafa, Temotuloto und Teafatule den südlichen Riffsaum des Atolls.